# Hartnasenhai
Der Hartnasenhai (Carcharhinus macloti) ist eine Art der Gattung Carcharhinus innerhalb der Requiemhaie (Carcharhinidae). Das Verbreitungsgebiet dieser Art erstreckt sich an den Küsten des Indopazifik, wo er sowohl vor Ostafrika, Süd- und Südostasien wie Australien anzutreffen ist.

## Aussehen und Merkmale
Der Hartnasenhai ist ein relativ kleiner und schlanker Hai mit einer Maximallänge von etwa 110 Zentimetern, wobei die Durchschnittslänge bei etwa 70 bis 75 Zentimeter liegt. Er hat eine graue bis grau-braune Rückenfärbung ohne auffällige Zeichnung und einen weißen Bauch. Die Vorderkante der 2. Rückenflosse und der Schwanzflosse kann eine dunklere Färbung aufweisen, die Hinterenden der Brustflossen und der untere Schwanzlobus können heller sein.
Er besitzt eine Afterflosse und zwei Rückenflossen. Die erste Rückenflosse ist vergleichsweise niedrig und oberhalb des freien Endes der Brustflossen. Ein Interdorsalkamm ist nicht vorhanden. Auch die 2. Rückenflosse ist niedrig und hat ein langes freies Ende. Die Brustflossen sind relativ klein ausgebildet und laufen sichelförmig und spitz aus. Die Schnauze ist spitz und auf der Oberseite auffallend hart (namensgebend), die Augen sind vergleichsweise groß. Wie alle Arten der Gattung besitzen die Tiere fünf Kiemenspalten und haben kein Spritzloch.

## Lebensweise
Der Hartnasenhai lebt in Küstennähe im Bereich des Kontinentalschelfs sowie an Inselsockeln in Tiefen von bis zu 170 m. Er ernährt sich räuberisch, wobei vor allem kleine Knochenfische und verschiedene Tintenfische und Krebstiere zu seinem Nahrungsspektrum gehören. Der Hai bildet Gruppen, so genannte Schulen, und vergesellschaftet sich häufig mit anderen Haien wie dem Australischen Schwarzspitzenhai (Carcharhinus tilstoni ) und dem Fleckzahnhai (Carcharhinus sorrah).
Die Hartnasenhaie sind wie andere Arten der Gattung lebendgebärend und die Weibchen bilden eine Dottersack-Plazenta aus (plazental vivipar). Die Junghaie kommen nach einer Tragzeit von etwa 12 Monaten auf die Welt und haben eine Größe von etwa 45 Zentimetern, die Geschlechtsreife erreichen die Tiere mit 70 bis 75 cm.

## Verbreitung

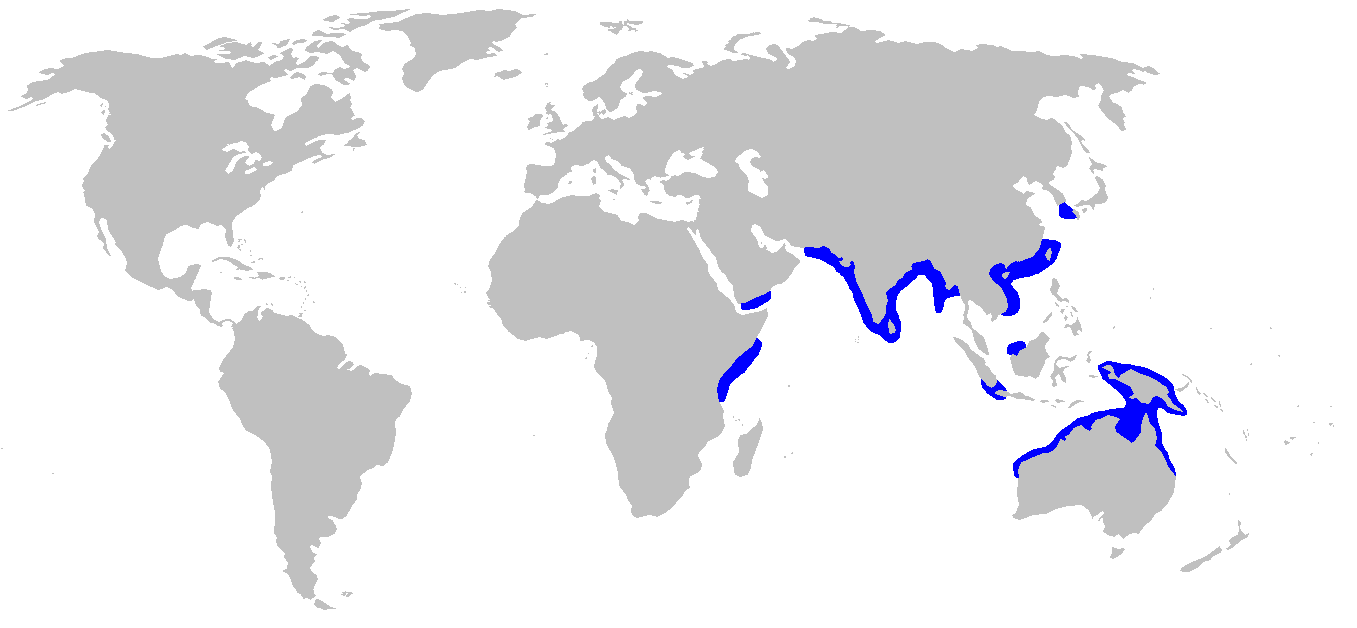
Verbreitungsgebiete des Hartnasenhais

Das Verbreitungsgebiet des Hartnasenhais zieht sich entlang der Küsten des Indopazifik. So kommt er vor den Küsten Kenias und Tansanias in Ostafrika sowie an der asiatischen Küste von Indien, Pakistan und Sri Lanka bis Burma, Vietnam und China bis nach Neuguinea und der Westküste Australiens vor Queensland und Westaustralien vor.